# 미카엘 실베스트르
미카엘 실베스트르(프랑스어: Mikaël Samy Silvestre, 1977년 8월 9일, 프랑스 샹브레레투르 ~ )는 프랑스의 은퇴한 축구 선수이다.

## 선수 경력
1995/96 시즌 스타드 렌 FC에서 선수 생활을 시작하였다. 렌에서의 인상적인 활약으로, 세리에 A의 축구 클럽 FC 인테르나치오날레 밀라노으로 이적해, 18경기를 뛰었고, UEFA 챔피언스리그에 6게임 출전하였다.
그러나 챔피언스리그 맨체스터 유나이티드 FC와의 경기에서 인상적인 활약을 펼쳐, 맨유의 감독인 알렉스 퍼거슨의 눈에 띄게 되었다. 이 경기를 통해 실력을 확증한 그는 1999년 여름, 맨체스터 유나이티드에 입성하게 되었다.
2008년 8월, 9년간(385경기 11골)의 맨유에서의 선수 생활을 마치고 프리미어리그의 또 다른 강팀인 아스널 FC로 이적하였고, 26게임에 출장하였으나 인상적인 활약을 펼치지 못했다.
2010년 8월 30일, 분데스리가의 SV 베르더 브레멘과 2년 계약을 맺었다.
2013년 2월 19일, 메이저 리그 사커의 포틀랜드 팀버스와 2년 계약을 맺었다.